# Чайкина, Юлия Ивановна
Ю́лия Ива́новна Ча́йкина (12 марта 1925, Череповец, Вологодская область — 9 декабря 2015) — советский и российский лингвист-ономатолог (ономаст). Доктор филологических наук (1975). Профессор кафедры русского языка, журналистики и теории коммуникации Вологодского государственного университета. Заслуженный деятель науки Российской Федерации (1997). «Заметное место в отечественной лексикографии занимают словари, созданные Ю. И. Чайкиной: „Географические названия Вологодской области“, „Вологодские фамилии“».
Область научных интересов: историческая и региональная лексикология, лингвистическое источниковедение, история специальной лексики и ономастики, вопросы лингвогеографии, проблемы этногенеза, социальной истории и истории культуры Северной Руси.

## Биография
В 1946 году окончила Калининский педагогический институт. После его окончания принята ассистентом на кафедре русского языка. После на непродолжительное время перешла на работу в Таганрогский пединститут. В нём где под руководством С. А. Копорского защитила кандидатскую диссертацию «Специальная лексика в произведениях Д. Н. Мамина-Сибиряка».
В 1965 году вернулась в Череповец. В родном городе написала и в 1975 году защитила докторскую диссертацию «Лексика Белозерья в историческом аспекте».
В 1976 году приняла приглашение заведовать кафедрой русского языка Вологодского пединститута и прослужила на этой должности десятилетия. Здесь создалась её научная школа, выпустившая более двух десятков кандидатов наук.